# تاداشي توموري
تاداشي توموري (باليابانية: 友利正) مواليد 28 ديسمبر 1959 في ناها، أوكيناوا، اليابان، هو ملاكم محترف ياباني سابق. حقق بطولة المجلس العالمي للملاكمة.

## إحصائيات
خاض خلال مسيرته 26 نزالا، فاز في 19 وخسر في 7. فاز بالضربة القاضية في 5 نزالات.

## روابط خارجية
- تاداشي توموري على موقع بوكس ريك (الإنجليزية) (registration required)